# Daniel Hermansson (poddare)
Daniel Gustaf Gunnar Hermansson, född 9 november 1981 i Ringarums församling, Östergötlands län, är en svensk gymnasielärare och poddare. Sedan 2014 driver han, tillsammans med kollegan Robin Olovsson, Historiepodden, som i oktober 2023 hade omkring 80 000 lyssnare i veckan. Sedan 2022 sitter han även med som panelmedlem, under expertområdet ''Historia,'' i tv-programmet Muren. 
I maj 2023 gavs Hermanssons debutbok De kom, de såg, de segrade: Vad antikens fältherrar lär oss om makten och människan ut på Volante.
Han är också en av medförfattarna till boken När Europa upptäcker världen: från antiken till Pax Britannica, utgiven 2022.